# 加藤厚太郎
加藤 厚太郎（かとう こうたろう、1895年（明治28年）1月11日 - 1959年（昭和34年）2月3日）は、日本の実業家。伯爵。

## 人物・経歴
加藤高明・春路夫妻の次男として東京府東京市（現・東京都）に生まれた。当時、加藤家に居候して厚太郎に勉強を教えていた家庭教師は、後に東急の創業者となる五島慶太であった。1919年（大正8年）東京帝国大学法科大学政治学科を卒業、三菱財閥の持株会社・三菱合資会社に入社。イギリスに留学しオックスフォード大学で学び、帰国後三菱系の都市銀行・三菱銀行に入行。その間1926年（大正15年）4月2日に伯爵位を襲爵している。後に三菱系の損害保険会社・東明火災海上保険（現・日新火災海上保険）の取締役を務めた。

## 栄典
位階
- 1925年（大正14年）1月31日 - 正五位[5]
- 1943年（昭和18年）10月15日 - 従三位[6]

勲章等
- 1944年（昭和19年）12月28日 - 紺綬褒章 [7]

## 家族・親族
父・高明は外交官・政治家で第24代内閣総理大臣。母・春路は三菱の創業者・岩崎弥太郎の長女。つまり、厚太郎は岩崎弥太郎の外孫にあたる。姉と兄がいるが、兄は早世。姉は外交官・政治家で貴族院議員・文部大臣などを歴任した岡部長景に嫁いだ。
妻は元宮内省大膳頭・上野季三郎の三女・冨美。冨美との間に3男1女をもうける。義兄に服部金太郎の長男で服部時計店の2代目社長を務めた服部玄三が、義弟に佐々木高行の孫で元神宮大宮司の佐々木行忠と團琢磨の長男で元九州朝日放送会長の團伊能がいる。